# 1204 Renzia
1204 Renzia è un asteroide areosecante. Scoperto nel 1931, presenta un'orbita caratterizzata da un semiasse maggiore pari a 2,2631660 UA e da un'eccentricità di 0,2937315, inclinata di 1,87961° rispetto all'eclittica. Ha un periodo di rotazione di	7,885 ore.
L'asteroide è dedicato all'astronomo tedesco Franz Robert Renz.